# Sesuvium sesuvioides
Sesuvium sesuvioides är en isörtsväxtart som först beskrevs av Edward Fenzl, och fick sitt nu gällande namn av Verdcourt. Sesuvium sesuvioides ingår i släktet Sesuvium och familjen isörtsväxter. Inga underarter finns listade i Catalogue of Life.